# Хяни
Хяни (ингуш. Хьаьни) — аул в Джейрахском районе Ингушетии. Входит в Гулинское сельское поселение. Родовое село ингушского тейпа Хоаной.

## География
Аул Хяни расположен на горном склоне в центре Салгинского ущелья у речки Чулхи, к юго-востоку от районного центра Джейрах, неподалёку от левого берега реки Асса. Ближайшие населённые пункты: на северо-западе — Гули, на юго-западе — Гу, на северо-востоке — Лялах.

## История
Башенное поселение Хяни было построено не позднее XVI века. Состоит из трех замковых комплексов, включающих три боевых, три полубоевых (достигающих высоты до 30 метров) и одиннадцать жилых башен. В селе Хяни жили известные мастера по изготовлению арбалетов, луков, стрел, пращей, из которых наиболее известен Альпи Ханиев.
В 2011—2012 годах Хяни был отреставрирован. К башенному комплексу была проложена гравийная дорога, благодаря которой он теперь является одной из главных достопримечательностей Салгинского ущелья.

## Галерея
- Башни в ауле Хяни. Конец XIX века.
- Вершина древней башни